# McAuliffe (månkrater)
McAuliffe är en nedslagskrater på månens baksida. McAuliffe har fått sitt namn efter den amerikanska läraren och astronauten Christa McAuliffe.
Kratern hette tidigare Borman Y.